# Circle (アイドルグループ)
Circle(サークル、朝: 써클)とは、1998年 - 2000年に活動していた韓国の女性アイドルグループ。所属事務所は朝鮮音響。
グループ名は「アジアの少女たちが集まった」という意味で名付けられた。

## 概要
韓国の朝鮮音響と日本のソーマオフィスの共同企画で結成された。
韓国人2名、日本人2名、中国人1名の5人の少女たちで構成された韓国初の多国籍グループである。
1998年8月に韓国ソニーから1集「卒業」を発売し、活動曲の「Sweetest Love」でデビュー。
同年9月、日本コロムビアから1stシングル「Sweetest Love(日本語版)」で日本デビューした。TBS系列のバラエティ番組「未来ナース」のエンディングテーマに起用され、韓国と日本で活発な活動をしながら認知度を高めることになる。当時、メンバーは最年長が高校一年生の16歳、最年少が小学6年生の12歳だった。韓国での活動時のリーダーはイ・ジヒョン、日本活動時のリーダーは小川綾子。後続曲の「プロポーズ」で活動した後、グループは活動休止となる。
1999年、次のアルバム準備中に小川綾子が学業専念と女優を目指すため脱退。その代わりに元子役出身だったセミンが新メンバーとして加入したが、グループに合わないと脱退。
2000年、4人体制となり2集「magic eyes」を発表。リーダー曲「Something」と後続曲「It`s All Right」で活動した後、日本で2ndシングルを発売する予定だったが2集活動の不振により、最終的にはグループは解散。

## メンバー
ハン・ボラム
韓国人メンバー  / メインボーカル
1984年2月14日| O型| 164cm
イ・ジヒョン
韓国人メンバー
1983年10月12日| B型| 160cm
江口由香
日本人メンバー / サブボーカル
1984年9月22日| A型| 163cm
横浜市立保土ヶ谷中学校出身
小川綾子
日本人メンバー / 最年長でサークルのリーダー。
1982年7月17日| O型| 162cm
私立玉川学園高等部出身
白雪
中国人メンバー
1986年9月29日| AB型| 157cm
デビュー曲の『sweetest love』ではセンターを務めた。

## ディスコグラフィー
韓国
- 1集「졸업 (卒業)」（1998年）
- 2集「Magic Eyes」（2000年）

日本（シングル）
- Sweetest Love（1998年）
  1. Sweetest Love
    - TBS系「未来ナース」エンディング・テーマ

  2. Loco Train (韓国ではTo My Dream)
  3. Sweetest Love（Instrumental）

## 来日
- 1998年9月26日：大阪心斎橋 OPA8階HMV[2]

## 出演
- 新・真夜中の王国(NHKBS2)

- 夜もヒッパレ

## 解散後
- イ・ジヒョンは、2001年にジュエリーのメンバーとして活躍した。2006年にJEWELRYを脱退した後、司会や女優業などで活動している。
- ハン・ボラムは女優に転身し、活動している。
- 白雪は、モデル、タレント業に転身した。(2006年にはサッカー選手の中田英寿との熱愛が話題になった。)
- 2018年には日本人メンバーがデビュー20周年を記念して、日本で会合をした様子をインスタグラムで報告した[3]。

## エピソード
- アジア初の多国籍アイドルグループであり、このようなコンセプトは2010年代後半にデビューしたTWICEやIZ*ONEの先駆けである。
- 活動当時の様子を見るとグループのコンセプトやパフォーマンス・容姿(雰囲気)・楽曲などを含め、韓国のアイドルというよりも日本のアイドルに近いイメージが強い。
- JEWELRYのメンバーだったパク・チョンアがデビューする前にサークルのオーディションを受けていたが脱落した。この時のオーディションに合格したのが後に同じジュエリーのメンバーとして活動する事になるイ・ジヒョンだった。当時、韓国では安室奈美恵が多国籍プロジェクトグループを韓国でプロデュースするという記事が出ていたという[4]。
- 朝鮮音響とソーマオフィスはCircleの後にも日本人と韓国人メンバーで構成された日韓合同グループY2Kをデビューさせた。